# Orbitolinen
Als Orbitolinen werden in der Paläontologie eine Gruppe von fossilen Großforaminiferen bezeichnet, die der Gattung Orbitolina angehören. Sie treten in bestimmten kreidezeitlichen Sedimenten (beispielsweise in den nach ihnen benannten Orbitolinenschichten) als wichtige Gesteinsbildner auf.

## Systematik
Die Stellung der Gattung innerhalb der Systematik der Foraminiferen ist unklar. Die bereits im Jahr 1890 aufgestellte Familie Orbitolinidae wurde früh als heterogene Einheit aufgefasst, die morphologisch definiert ist und verschiedene konvergente Linien umfasst. Später wurde die Gattung dann in die Überfamilie Orbitolinacea (Unterordnung Textulariina) eingeordnet.
Innerhalb der Gattung Orbitolina wurden anhand morphologischer Kriterien verschiedene Spezies beschrieben, doch wurde auch die Auffassung vertreten, dass diese morphologischen Unterschiede des Gehäuses wesentlich auf Umwelteinflüsse zurückgehen, und dass die Gattung in Wirklichkeit nur eine Spezies umfasst, die als Orbitolina lenticularis bezeichnet wurde. Andere Autoren grenzen dagegen die Formen der Unterkreide in einer eigenen Gattung Palorbitolina ab.

## Verbreitung
Die Gattung Orbitolina ist auf die Kreidezeit beschränkt, wobei die Angaben des genauen Zeitraums von Barremium bis Maastrichtium bis zu Albium bis Cenomanium schwanken. Geographisch sind sie im Bereich des ehemaligen Tethys-Ozeans zu finden.

## Morphologie

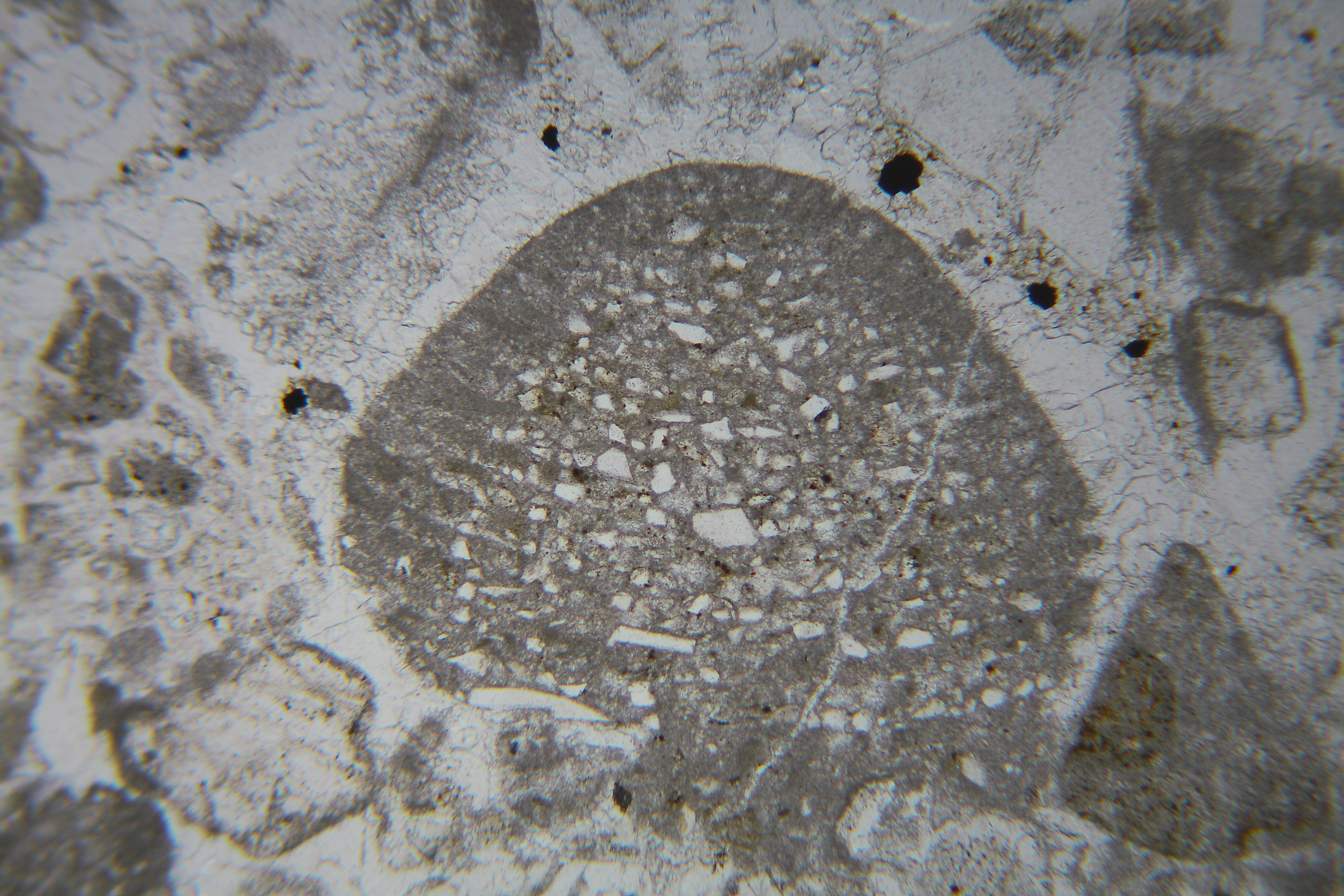
Dünnschliff durch ein Gehäuse einer Orbitolina parallel zur Kegelachse. Der Bereich der Kammern an der Innenseite des Kegels ist stark rekristallisiert; weiter innen ist eine davon abgesetzte Zone mit agglutinierten Sandkörnern zu erkennen.

Die Gehäuse der Orbitolinen sind kegelförmig und weisen einen Durchmesser von wenigen Millimetern bis zu drei Zentimetern, nach anderen Angaben auch bis zu sechs Zentimetern, auf. Der Öffnungswinkel dieses Kegels kann in einem weiten Bereich variieren, so dass im Extremfall ein fast scheibenförmiger Habitus erreicht wird. An der Spitze des Kegels sitzt die Embryonalkammer. Auf der Innenseite des Kegelmantels, der sogenannten Epidermis, befinden sich die weiteren Kammern, die durch kompliziert angeordnete Trennwände (Septen) unterteilt werden. Die Wände sind aus feinen Sandkörnern agglutiniert und enthalten kalkigen Zement. Die Kammern bilden nur eine einfache Schicht in ringförmiger Anordnung an der Innenseite der Epidermis; weiter nach innen folgt eine durch radiale Septen unterteilte Zone, die schließlich im Inneren in ein irreguläres Netzwerk übergehen. Da dieser innere Teil des Kegels mit agglutinierten Sandkörnern gefüllt ist, kann die Struktur hier nur schwer erkannt werden.

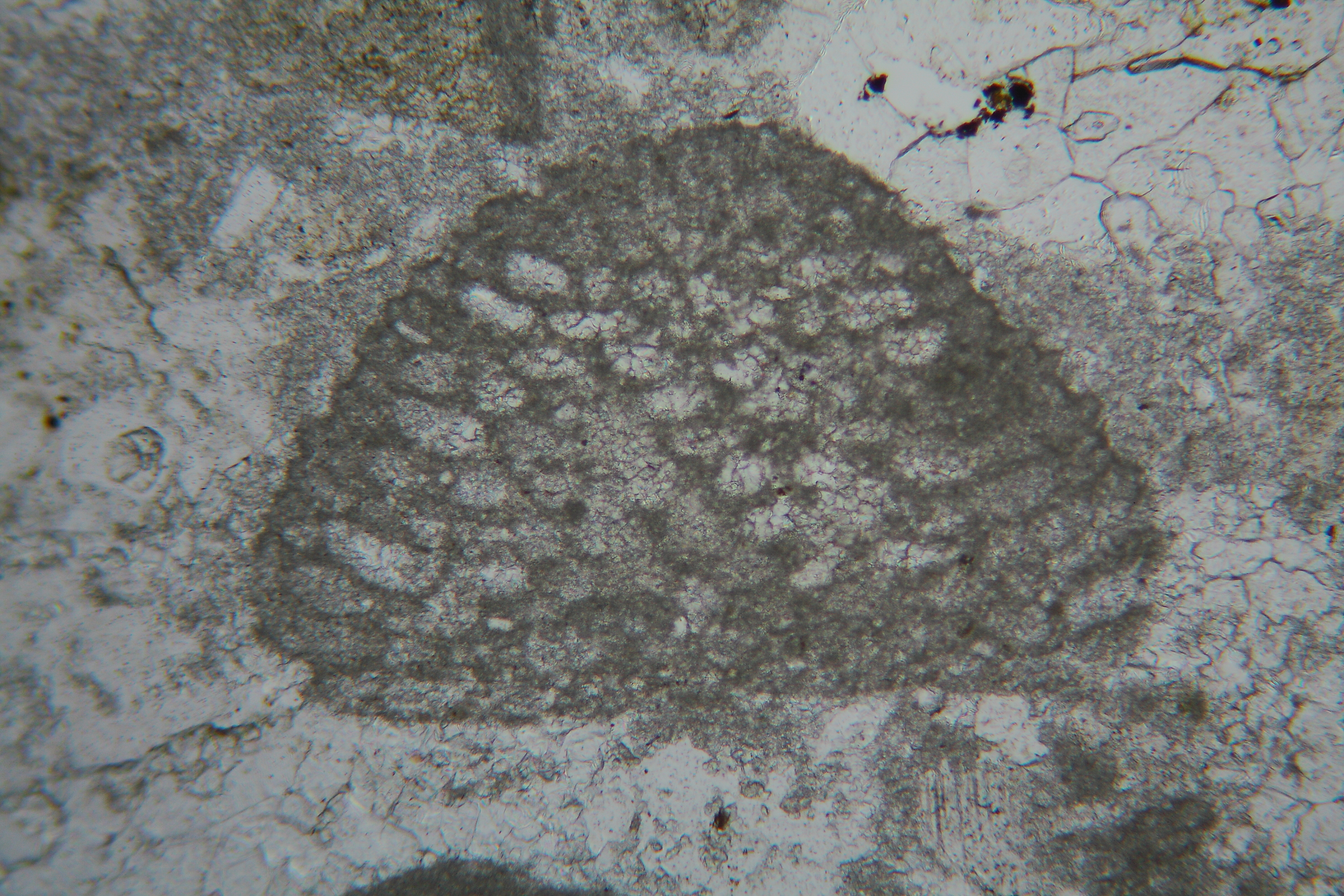
Tangentialer Dünnschliff durch eine Orbitolina im Bereich der Kammern.

Wenn zur Untersuchung nur Dünnschliffe durch orbitolinenhaltige Festgesteine zur Verfügung stehen, die keine gezielte Orientierung der Schnittebene zu den einzelnen Gehäusen erlauben, ist der Einblick in die Struktur vom Zufall abhängig. Systematische Untersuchungen erfordern orientierte Schnitte durch Einzelgehäuse.
Wie bei vielen Foraminiferen findet ein Generationswechsel statt, der sich in einen Dimorphismus der Gehäuse niederschlägt: Solchen mit mikrosphärischer (kleiner) und mit megalosphärischer (großer) Embryonalkammer. Dabei sind die mikrosphärischen Gehäuse meist größer, weniger konisch in der Form und zahlenmäßig seltener als die megalosphärischen. An manchen Fundorten können die megalosphärischen Gehäuse noch in zwei Formtypen unterteilt werden, so dass sogar ein Trimorphismus vorliegt.

## Fundorte
In Deutschland finden sich orbitolinenführende Gesteine in den Alpen beispielsweise in der Schrattenkalk-Formation des Helvetikums, die sich vom Allgäu bis nach Oberbayern erstreckt, sowie in den Cenoman-Schichten des Ostalpins. Da diese Gesteine als Gletschergeschiebe bzw. Flussgerölle bis weit in das Alpenvorland transportiert wurden, können diese Fossilien auch dort gefunden werden.
In der Schweiz ist die Schrattenkalk-Formation am Nordrand der Alpen viel umfangreicher ausgebildet als in Deutschland; entsprechend häufiger sind Funde in diesem Bereich. Umfangreiche Vorkommen orbitolinenführender Gesteine gibt es in Europa auch in Frankreich und Spanien, daneben sind Fundorte in Portugal, Italien, Ungarn und England bekannt. Außerhalb Europas findet man diese Fossilien in Tunesien, Algerien, Israel, dem Libanon, Syrien, auf der arabischen Halbinsel, im Iran, Birma, auf der Insel Borneo, in den Vereinigten Staaten von Amerika, Mexiko und Venezuela.